# Simplesiomorfia
La simplesiomorfia (dal greco σύν, syn = insieme πλησίος, plēsíos = vicino  μορφή, morphé = forma) in cladistica è un carattere primitivo condiviso tra due o più taxa, ma che è presente anche in altri taxa che hanno un antico antenato comune con il taxon in questione. 
Una stretta relazione filogenetica può essere affermata solo in base ad una sinapomorfia ovvero la condivisione in esclusiva di un carattere derivato ereditato da un antico antenato comune.